# 56. Międzynarodowy Festiwal Filmowy w Berlinie
56. Międzynarodowy Festiwal Filmowy w Berlinie odbył się w dniach 9–19 lutego 2006 roku. Imprezę otworzył pokaz kanadyjskiego filmu Śniegowe ciastko w reżyserii Marca Evansa. W konkursie głównym zaprezentowano 19 filmów pochodzących z 14 różnych krajów.
Jury pod przewodnictwem brytyjskiej aktorki Charlotte Rampling przyznało nagrodę główną festiwalu, Złotego Niedźwiedzia, bośniackiemu filmowi Grbavica w reżyserii Jasmili Žbanić. Drugą nagrodę w konkursie głównym, Srebrnego Niedźwiedzia – Grand Prix Jury, przyznano ex aequo duńskiemu obrazowi Telenowela w reżyserii Pernille Fischer Christensen oraz irańskiemu filmowi Na spalonym w reżyserii Jafara Panahiego.
Honorowego Złotego Niedźwiedzia za całokształt twórczości przyznano polskiemu reżyserowi Andrzejowi Wajdzie i brytyjskiemu aktorowi Ianowi McKellenowi. W ramach festiwalu odbyła się retrospektywa pt. Dream Girls. Film Stars in the 1950s, poświęcona aktorkom filmowym z lat 50.

## Członkowie jury

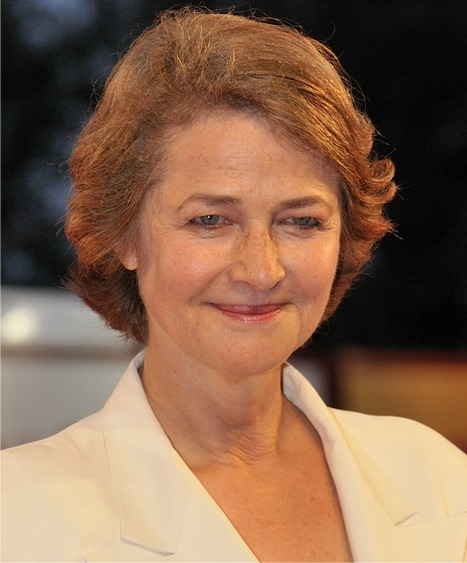
Przewodnicząca jury konkursu głównego Charlotte Rampling.

### Konkurs główny
- Charlotte Rampling, brytyjska aktorka – przewodnicząca jury[4]
- Matthew Barney, amerykański reżyser
- Yash Chopra, indyjski reżyser
- Marleen Gorris, holenderska reżyserka
- Janusz Kamiński, polski operator
- Lee Young-ae, południowokoreańska aktorka
- Armin Mueller-Stahl, niemiecki aktor
- Fred Roos, amerykański producent filmowy

### Nagroda za debiut fabularny
- Valentina Cervi, włoska aktorka
- Goran Paskaljević, serbski reżyser
- Hans Weingartner, austriacki reżyser

## Selekcja oficjalna

### Otwarcie i zamknięcie festiwalu
|             | Tytuł                                           | Reżyseria     | Kraj produkcji    |
| ----------- | ----------------------------------------------- | ------------- | ----------------- |
| Otwierający | Śniegowe ciastko                                | Marc Evans    | Kanada            |
| Zamykający  | Pat Garrett i Billy Kid (wersja odrestaurowana) | Sam Peckinpah | Stany Zjednoczone |

### Konkurs główny
Następujące filmy zostały wyselekcjonowane do udziału w konkursie głównym o Złotego Niedźwiedzia i Srebrne Niedźwiedzie:
| Tytuł polski             | Tytuł oryginalny                   | Reżyseria                             | Kraj produkcji       |
| ------------------------ | ---------------------------------- | ------------------------------------- | -------------------- |
| Candy                    | Candy                              | Neil Armfield                         | Australia            |
| Cień                     | El custodio                        | Rodrigo Moreno                        | Argentyna            |
| Cząstki elementarne      | Elementarteilchen                  | Oskar Roehler                         | Niemcy               |
| Uznajcie mnie za winnego | Find Me Guilty                     | Sidney Lumet                          | Stany Zjednoczone    |
| Wolna wola               | Der freie Wille                    | Matthias Glasner                      | Niemcy               |
| Grbavica                 | Grbavica                           | Jasmila Žbanić                        | Bośnia i Hercegowina |
| Niewidzialne fale        | คำพิพากษาของมหาสมุทร Invisible Waves | Pen-Ek Ratanaruang                    | Tajlandia            |
| Upojenie władzą          | L’ivresse du pouvoir               | Claude Chabrol                        | Francja              |
| Na spalonym              | آفساید Offside                     | Dżafar Panahi                         | Iran                 |
| Ostatnia audycja         | A Prairie Home Companion           | Robert Altman                         | Stany Zjednoczone    |
| Requiem                  | Requiem                            | Hans-Christian Schmid                 | Niemcy               |
| Droga do Guantanamo      | The Road to Guantanamo             | Michael Winterbottom i Mat Whitecross | Wielka Brytania      |
| Opowieść kryminalna      | Romanzo criminale                  | Michele Placido                       | Włochy               |
| Tęsknota                 | Sehnsucht                          | Valeska Grisebach                     | Niemcy               |
| Czeski numer             | Slumming                           | Michael Glawogger                     | Austria              |
| Śniegowe ciastko         | Snow Cake                          | Marc Evans                            | Kanada               |
| Telenowela               | En soap                            | Pernille Fischer Christensen          | Dania                |
| Isabella                 | 伊莎貝拉 Yi sa bui lai             | Pang Ho-cheung                        | Hongkong             |
| Zima nadciąga            | زمستان است Zemestan                | Rafi Pitts                            | Iran                 |

### Pokazy pozakonkursowe
Następujące filmy zostały wyświetlone na festiwalu w ramach pokazów pozakonkursowych:
| Tytuł polski                                    | Tytuł oryginalny            | Reżyseria       | Kraj produkcji    |
| ----------------------------------------------- | --------------------------- | --------------- | ----------------- |
| Capote                                          | Capote                      | Bennett Miller  | Stany Zjednoczone |
| Podróż do Nowej Ziemi                           | The New World               | Terrence Malick | Stany Zjednoczone |
| Pat Garrett i Billy Kid (wersja odrestaurowana) | Pat Garrett & Billy the Kid | Sam Peckinpah   | Stany Zjednoczone |
| Jak we śnie                                     | La science des rêves        | Michel Gondry   | Francja           |
| Syriana                                         | Syriana                     | Stephen Gaghan  | Stany Zjednoczone |
| V jak vendetta                                  | V for Vendetta              | James McTeigue  | Stany Zjednoczone |
| Przysięga                                       | 无极 Wuji                   | Chen Kaige      | Chiny             |

## Laureaci nagród

### Konkurs główny
Złoty Niedźwiedź
- Grbavica, reż. Jasmila Žbanić

Srebrny Niedźwiedź – Nagroda Grand Prix Jury
- Telenowela, reż. Pernille Fischer Christensen
- Na spalonym, reż. Dżafar Panahi

Srebrny Niedźwiedź dla najlepszego reżysera
- Michael Winterbottom i Mat Whitecross – Droga do Guantanamo

Srebrny Niedźwiedź dla najlepszej aktorki
- Sandra Hüller – Requiem

Srebrny Niedźwiedź dla najlepszego aktora
- Moritz Bleibtreu – Cząstki elementarne

Srebrny Niedźwiedź za najlepszą muzykę
- Peter Kam – Isabella

Srebrny Niedźwiedź za wybitne osiągnięcie artystyczne
- Jürgen Vogel jako aktor, scenarzysta i producent filmu Wolna wola

Nagroda im. Alfreda Bauera za innowacyjność
- Rodrigo Moreno – Cień

### Konkurs filmów krótkometrażowych
Złoty Niedźwiedź dla najlepszego filmu krótkometrażowego
- Nie ma jak pierwszy raz, reż. Jonas Odell

### Pozostałe nagrody
Nagroda za najlepszy debiut reżyserski
- Telenowela, reż. Pernille Fischer Christensen

Nagroda FIPRESCI
- Requiem, reż. Hans-Christian Schmid

Nagroda Jury Ekumenicznego
- Grbavica, reż. Jasmila Žbanić

Honorowy Złoty Niedźwiedź za całokształt twórczości
- Andrzej Wajda
- Ian McKellen